# Thomas Prescher

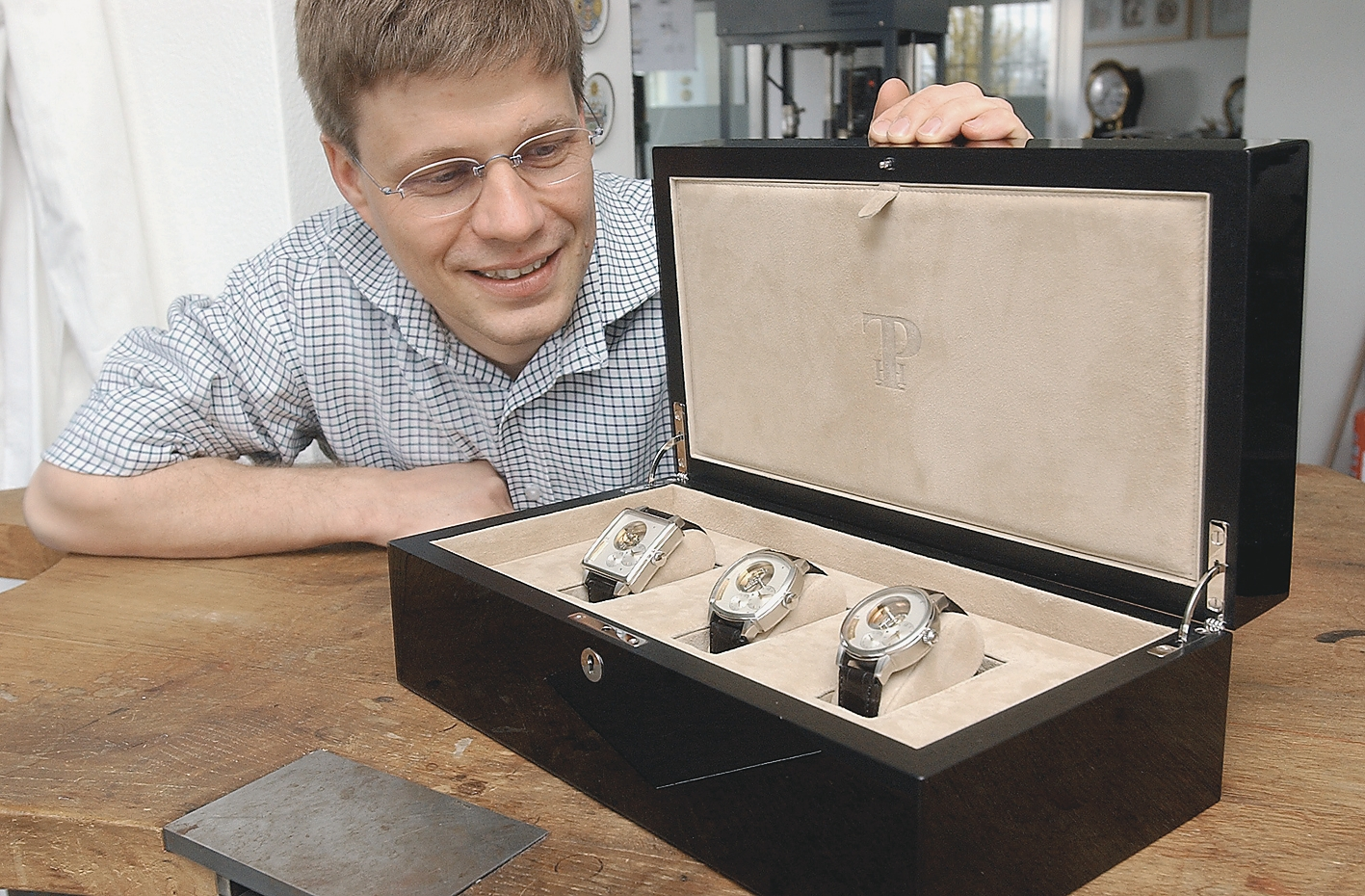
Thomas Prescher mit einem Set von drei Armbanduhren mit Tourbillon

Thomas Prescher (* 14. März 1966 in Lingen (Ems)) ist ein deutscher Uhrmacher und Erfinder des Triple-Axis-Tourbillons für Armbanduhren.

## Leben
Nach seinem Abitur 1985 absolvierte Prescher eine sechsjährige Offizierslaufbahn bei der Marine. Nach dem Abschluss einer Lehre bei IWC zum Uhrmacher-Mikroelektroniker im Jahr 1994 arbeitete er als Servicetechniker bei Audemars Piguet. Während dieser Zeit legte er an der Hessischen Uhrmacherschule die deutsche Meisterprüfung zum Uhrmachermeister ab. Von 1997 an arbeitete er drei Jahre bei Gübelin und wurde zum Rhabilleur ausgebildet. Von 2000 bis 2002 war er Produktionsleiter bei Blancpain. Im Jahr 2003 gründete er die Thomas Prescher Uhren GmbH in Twann, welche einen Double-Axis-Tourbillon als Armbanduhr (synonym Torkel-Tourbillon) anbot. Dieser beruhte auf einem Patent von 1978 von Anthony G. Randall und wurde zuerst durch den Uhrmacher Richard Good bei Stockuhren 1978 realisiert. Im Jahr 2003 wurde Prescher in die Académie Horlogère des Créateurs Indépendants aufgenommen. Auf der Baselworld 2004 stellte er das erste Triple-Axis-Tourbillon vor. Dies ist eine Armbanduhr, bei der Hemmung und Unruh dreidimensional rotieren, um Lagefehler der Ganggenauigkeit zu mindern.
Am 25. November 2014 wurde ein Konkursverfahren gegen die Hand Made Watches GmbH eröffnet, das am 23. Dezember 2014 mangels Aktiva eingestellt wurde. Am 28. Mai 2015 wurde die Gesellschaft von Amts wegen gelöscht. Die Prescher Holding GmbH und die Thomas Prescher Services GmbH bestehen weiterhin.